# Los Valdecolmenas
Los Valdecolmenas település Spanyolországban, Cuenca tartományban.  Lakosainak száma 71 fő (2024).

## Népesség
A település népessége az utóbbi években az alábbiak szerint változott:
| Lakosok száma | 124  | 111  | 106  | 102  | 109  | 93   | 82   | 72   | 70   | 71   |
|               | 2001 | 2004 | 2006 | 2009 | 2011 | 2014 | 2016 | 2019 | 2021 | 2024 |